# Спорт в Калгари
В канадском городе Калгари (Альберта) существуют давние традиции занятия зимними видами спорта. Это во многом обусловлено его местоположением недалеко от альбертских Скалистых гор и национального парка Банф. После проведения Зимних Олимпийских игр 1988 в городе остались сооружения для занятий зимними видами спорта. В Калгари также существует несколько профессиональных и любительских спортивных команд. Кроме того, город является крупным мировым центром проведения родео.
В Калгари также находится Харт-Хаус («Темница»), спортивный лагерь по занятию борьбой, основанный Стью Хартом.
В списке самых посещаемых природных ландшафтов в мире Калгари находится среди лидеров. Национальный парк Банф находится всего в 125 км к северо-западу от Калгари по Трансканадской магистрали. В 30 км к западу от города находится город Брэгг-Крик, а в 45 км к западу от Брэгг-Крика расположен район восстановления Ландшафт Кананаскиса, где есть кемпинги и все условия для туризма, верховой езды, скалолазания, проложены тропы для езды на горном велосипеде и катания на лыжах по пересечённой местности. По пути в Кананаскис на магистрали находится провинциальный полигон для огнестрельного оружия.
В этих парках многие калгарийцы и миллионы туристов каждый год наслаждаются катанием на велосипеде, лыжах, сноуборде и горном сноуборде, длительными прогулками, жизнью за городом. Город Банф ежегодно посещают почти пять миллионов туристов.
В Калгари гордятся многообразием спортивных лиг в летнее и зимнее время. В различных местах в Калгари можно поиграть в австралийский футбол, хоккей на траве, баскетбол, нетбол, лакросс, крикет, футзал и волейбол.
В последнее время значительно возрос интерес к футболу, в который играют как летом, так и в помещении зимой. На двух крытых футбольных аренах, расположенных в Юго-Восточном и Северо-Западном Калгари, можно поиграть в любое время года.

## Спортивные сооружения

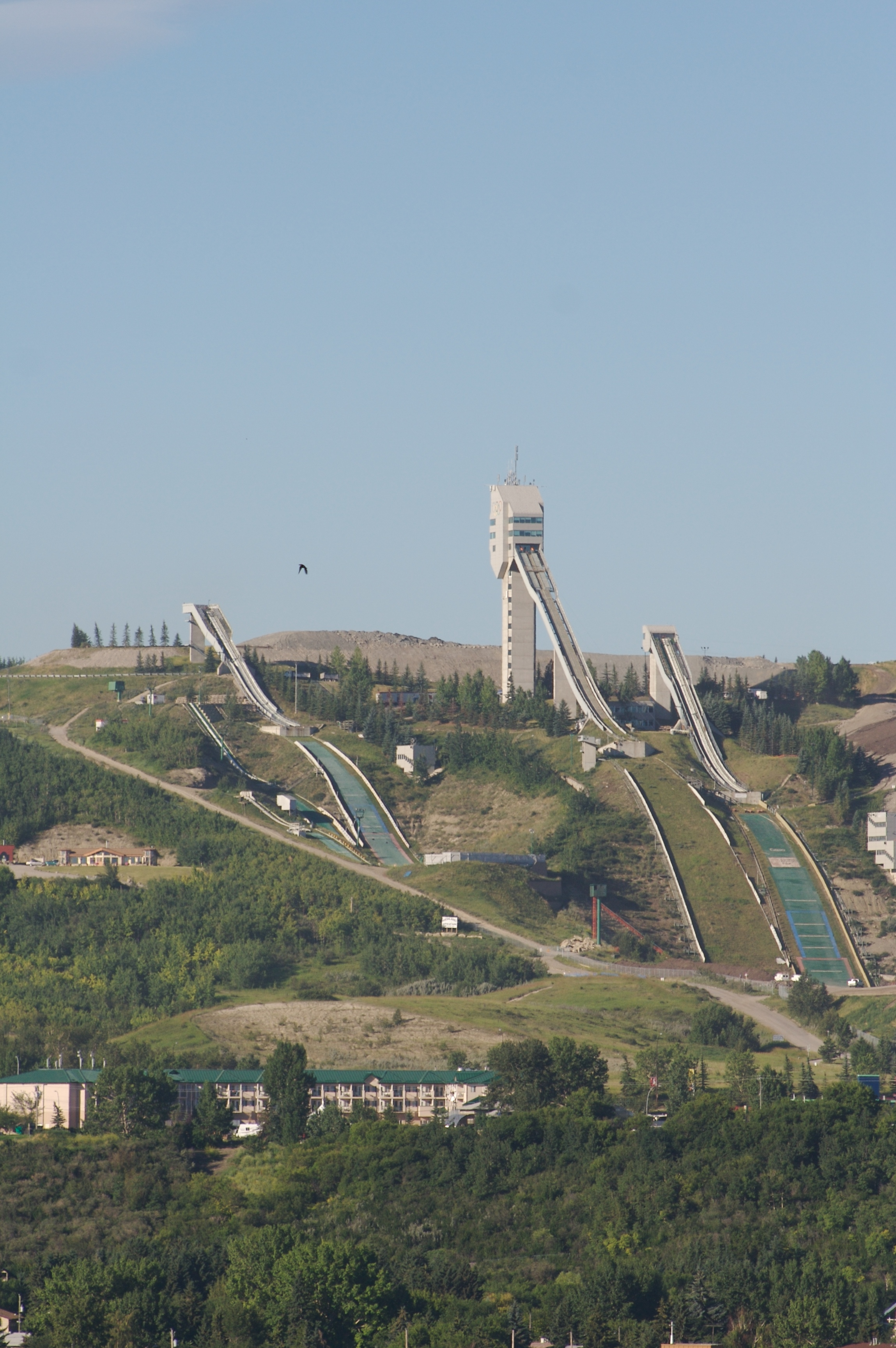
Трамплин и кресельный подъёмник на вершине Канадского олимпийского парка

Калгари был хозяином Зимних Олимпийских игр 1988. Многие олимпийские сооружения продолжают работать как крупные тренировочные объекты с высоким уровнем подготовки. Одни из самых примечательных среди них — Канадский олимпийский парк и Олимпийский овал. В настоящее время в Калгари имеется санно-бобслейная трасса и трамплин.
Спортсмены также используют местное высокое положение над уровнем моря для совершенствования своей выносливости. Сооружения мирового класса и близость к Канадским Скалистым горам привлекают в Калгари спортсменов со всей Канады и со всего мира для тренировок по зимним видам спорта.
Калгарийский универсальный стадион Пенгроут-Сэдлдоум был известен раньше как Олимпик-Сэдлдоум. Сэдлдоум был первым в Северной Америке современным стадионом, способным вмещать каток с размерами по олимпийским стандартам. На главном калгарийском открытом стадионе Макмэхон проходили церемонии открытия и закрытия Олимпийских игр, а сейчас он является домашним стадионом Калгари Стампидерс, калгарийской команды, играющей в Канадской футбольной лиге. Стадион может вместить около 40 000 человек и является пятым по величине в Канаде.
Олимпийский овал — это, в первую очередь, конькобежный стадион, на котором могут проводиться хоккейные матчи и тренировки высокого уровня. Всемирно известен лёд этого катка, на котором тренируются и соревнуются одни из лучших конькобежцев в мире. Лёд Овала часто расхваливают как «самый быстрый лёд на Земле», из-за того что на стадионе используются термоконстантные установки и из-за воздействия на ледовую поверхность значительной высоты над уровнем моря. В результате именно здесь были побиты многие мировые рекорды, и здесь до мирового и олимпийского уровня выросли такие звёзды, как Катриона Лемэй-Доан и Синди Классен.
В Калгари также популярен гольф, и в городе много площадок для гольфа: загородные гольф-клубы Гленко, Глен-Форест и Калгарийский загородный гольф-клуб, входящий в число пятидесяти лучших гольф-клубов Канады.
Другие сооружения:
- Олимпийская арена о. Дэвида Бауэра
- Стадион Футхилс
- Спрус-Медоус
- Стампид Коррал
- Гоночный трек с трибунами в парке Стампид
- Центр Макса Белла
- Парк гоночного городского мотоспорта
- Велодром Гленмор

## Велоспорт
И Калгари, и Канадские Скалистые горы являются популярными местами для занятий велоспортом, в том числе на горном велосипеде. В самом Калгари существует крупная сеть велосипедных дорожек (почти 600 км) в рамках транспортной инфраструктуры города. Она широко используется как для ежедневных поездок на работу, так и для отдыха, так как соединяет большинство парков города. Популярными местами у велосипедистов являются такие крупные парки, как Провинциальный парк Фиш-Крик и парк Ноус-Хилл.
Летом Канадский олимпийский парк используется как место для велосипедных гонок и скоростного спуска. В черте города находится открытый Гленморский велодром. Калгарийская ассоциация велокросса использует кроссовый велотрек неподалёку от шоссе Блэкфут.
Также существует общая группа активной поддержки велоспорта Bike Calgary.

## Известные спортивные соревнования
В Калгари проводились следующие крупные североамериканские и международные спортивные соревнования:
- 1975 Кубок Грея
- 1980 Приз Labatt
- 1985 Матч всех звёзд НХЛ
- 1986 Финал кубка Стэнли
- 1988 Зимние Олимпийские игры
- 1989 Финал кубка Стэнли
- 1990 Чемпионат мира по санному спорту
- 1992 Чемпионат мира по санно-бобслейному спорту (скелетон, мужчины)
- 1993 Чемпионат мира по санному спорту
- 1993 Кубок Грея
- 1996 Чемпионат мира по санно-бобслейному спорту
- 1996 Канадские зимние игры Special Olympics
- 1997 Приз Labatt
- 1997 Всемирные игры пожарных и полицейских
- 2000 Кубок Грея
- 2001 Чемпионат мира по санно-бобслейному спорту (женский бобслей, мужской и женский скелетон)
- 2001 Чемпионат мира по санному спорту
- 2003 Приз Nokia
- 2004 Финал кубка Стэнли
- 2005 Чемпионат мира по санно-бобслейному спорту
- 2006 Чемпионат мира по конькобежному спорту
- 2006 Чемпионат мира по фигурному катанию
- 2009 Приз Тима Хортонса
- 2009 Кубок Грея

Турнир в Спрус-Медоус, одно из самых роскошных соревнований по конкуру в мире, каждый сентябрь проводится в Спрус-Медоусе.

## Спортивные команды

### Профессиональные спортивные команды
| Клуб               | Лига                         | Домашний стадион  | Основание | Звания чемпиона |
| Калгари Флеймс     | Национальная хоккейная лига  | Пенгроут-Сэдлдоум | 1980*     | 1               |
| Калгари Стампидерс | Канадская футбольная лига    | Стадион Макмэхон  | 1945      | 6               |
| Калгари Рафнекс    | Национальная лакроссная лига | Пенгроут-Сэдлдоум | 2001      | 2               |
| Калгари Вайперс    | Североамериканская лига      | Стадион Футхилс   | 2005      | 1               |

(*) Основана как Атланта Флеймс в 1972.

### Любительские и юношеские клубы
| Клуб                                         | Лига                                 | Домашний стадион                   | Основание | Звания чемпиона |
| Калгари Хитмен                               | Западная хоккейная лига              | Пенгроут-Сэдлдоум                  | 1995      | 1               |
| Калгари Канакс                               | Альбертская юношеская хоккейная лига | Центр Макса Белла                  | 1971      | 9               |
| Калгари Ройялс                               | Альбертская юношеская хоккейная лига | Олимпийская арена о. Дэвида Бауэра | 1990      | 1               |
| Калгари Оувал Экстрим                        | Западная женская хоккейная лига      | Олимпийский овал                   | 1995      | 5               |
| Калгарийская ассоциация конькобежного спорта | Конькобежный спорт Канады            | Олимпийский овал                   | 1990      | 10              |
| Калгари Кукабаррас                           | ЛФЛ Канады                           | Средняя школа королевы Елизаветы   | 2007      | 2               |

## Крупные парки в Калгари и его окрестностях
- Провинциальный парк Фиш-Крик, один из крупнейших провинциальных парков Канады, расположенных в черте крупных городов
- Парк Ноус-Хилл
- Птичий заказник Инглвуд
- Парк Стэнли
- Парк острова Принсес
- Парк Прэри-Уиндс
- Парк Боунесс
- Парк Эдуорти
- Парк Баттэлион
- Парк Конфедерации
- Провинциальный район восстановления Ландшафт Кананаскиса, примерно в 60 км к западу и юго-западу
- Национальный парк Банф, примерно в 130 км к западу, объект Всемирного наследия ЮНЕСКО